# Orazio Silvestri
Orazio Silvestri (Firenze, 7 febbraio 1835 – Catania, 17 agosto 1890) è stato un geologo e vulcanologo italiano.
A lui sono intitolati i Monti Silvestri, due coni piroclastici formatisi nel 1892 a nord di Nicolosi, a quota 1.900 m circa, alle pendici del vulcano Etna.

## Biografia

### La giovinezza
Figlio di Giovanbattista, architetto, e Giuditta Orengo, pittrice, Orazio Silvestri si laureò giovanissimo a Pisa in Filologia e Lettere. Ammesso a 19 anni alla prestigiosa Scuola Normale Superiore di Pisa, si dedicò allo studio delle scienze naturali, sotto l'insegnamento del chimico Raffaele Piria, del fisiologo Carlo Matteucci, del geologo Paolo Savi e del paleontologo Giuseppe Giovanni Antonio Meneghini, ma saranno i contatti con lo studioso francese di geologia Ferdinand André Fouqué ad avvicinarlo successivamente agli studi vulcanologici. Nel 1859 ottenne la cattedra di chimica generale presso il liceo reale di Pisa. Nel 1862 si trasferì presso l'Università di Napoli dove divenne assistente alla cattedra di chimica industriale, occupata dal professore Sebastiano De Luca. Durante quel periodo iniziò i suoi studi vulcanologici, dedicandosi a ricerche geologiche, mineralogiche e fisico-chimiche sul Vesuvio.

### La carriera accademica e l'avvicinamento alla vulcanologia
Nel 1863 si trasferì a Catania per occuparsi del corso di chimica generale. In quell'anno iniziò ad organizzare il primo laboratorio chimico dell'ateneo catanese ma rimase senz'altro affascinato, come avrebbe scritto in una delle sue lettere al suo mentore Meneghini, dalla vicinanza e dalla imponenza dell'Etna e dalla sua cima sempre fumante. L'eruzione del 1865 spostò nuovamente la sua attenzione verso la vulcanologia e si formò nella sua mente il progetto di creare, con l'appoggio dell'amico geologo Ottorino de Fiore, un osservatorio vulcanologico alle quote sommitali del più grande vulcano siciliano. Progetto in seguito deluso dalla realizzazione nel 1879 dell'"Osservatorio astronomico Vincenzo Bellini" a 2.941 m di quota, che gli negò i necessari fondi e l'utilizzo degli stessi locali.
Nel 1866 il Silvestri sposò Erminia Bizzarri, senese. Da questa unione nacque un figlio, Alfredo, ma poco dopo la moglie perì prematuramente durante l'epidemia di colera del 1867. Lo studioso convolò a nuove nozze nel 1869 con la vicentina Angelina Biego, che lo seguirà sovente nelle sue escursioni sull'Etna.
Nel 1874 fu chiamato a Torino presso il Regio Museo Industriale della città piemontese, a sostituire il professor Emile Kopp come professore di chimica tecnologica. Dopo un periodo di tre anni, nel 1877 ottenne il trasferimento a Catania, avendo qui ricevuto la cattedra di geologia e mineralogia, creata appositamente per lui dal "Gabinetto di Fisico-Chimica Terrestre", di cui divenne anche direttore. Instancabile, fu tra i fondatori della sezione catanese del Club Alpino Italiano e su incarico del Regio Governo divenne direttore del Servizio Geodinamico, avente come scopo l'osservazione e lo studio dei fenomeni sismologici in tutta la Sicilia e quelli eruttivi dell'Etna. Furono quindi le occasioni per riprendere con vigore i suoi studi sul maggiore vulcano siciliano e infatti poco dopo fondò la cattedra di fisica terrestre e vulcanologia. Di conseguenza organizzò l'Istituto vulcanologico. Durante questo periodo studiò tutti i principali fenomeni vulcanici etnei e pubblicò svariate memorie sui principali periodici nazionali ed esteri e, giorno dopo giorno, contribuì a fondare il Museo Vulcanologico dell'Università, all'avanguardia nel campo a livello nazionale ed europeo.

#### L'eruzione del 1879
L'occasione più eclatante di agire sul campo si presentò il 26 maggio 1879, quando il vulcano etneo, in uno dei rari fenomeni di fratturazione biradiale, eruttò contemporaneamente e violentemente sul versante nord-orientale e su quello sud-ovest. Sul primo la dinamica effusiva si palesò presto molto più copiosa e la lava, fuoriuscita da una fessura alla cui base si formò un cono a soli 1700 m s.l.m., si diresse verso i centri abitati di Castiglione di Sicilia e di Bronte. L'allora Ministero dell'Agricoltura Industria e Commercio e quello della Pubblica Istruzione incaricarono quindi un'équipe universitaria, formata dal fisico Pietro Blaserna dell'università La Sapienza di Roma, dal geologo Gaetano Giorgio Gemmellaro di quella di Palermo, e dallo stesso Silvestri, di osservare e studiare il fenomeno vulcanico in atto e i relativi effetti sul territorio per redigerne un accurato studio da inviare urgentemente presso le autorità governative a Roma.
Delle tre fratture apertesi inizialmente, quella alle quote maggiori e quella di quota 1700 m esaurirono presto la loro attività, ma la seconda ebbe il tempo di minacciare anche il corso del fiume Alcantara e i comuni di Randazzo e Linguaglossa. La frattura apertasi tra quota 2370 e 2250 m fu invece teatro di un'attività esplosiva più intensa che, in soli cinque giorni, edificò un grande cono di forma ellittica formato da due bocche principali alla maggiore delle quali il Silvestri assegnò il nome di Umberto e alla minore di Margherita, in onore del re d'Italia Umberto I e della consorte, la regina Margherita di Savoia. Il 7 giugno l'eruzione poteva dirsi conclusa sia nella sua fase esplosiva che in quella effusiva. La partecipazione dei primi due scienziati si limitò allo studio di questa prima fase dell'eruzione, quindi rientrarono presso le rispettive sedi lasciando sul campo il solo Silvestri.
Tuttavia il 17 giugno il versante sud-est dell'Etna fu interessato da un violento sciame sismico con epicentro a Bongiardo, un sobborgo di Santa Venerina a 18 Km dalla cima dell'Etna. Anche di questo fenomeno il Silvestri fu diretto testimone e provvide a studiarlo doviziosamemte per informare i ministeri interessati delle conseguenze naturali ma anche sociali del terremoto.
Fu durante lo studio dell'eruzione del 1879 che la salute del vulcanologo, spesso impegnato in ascensioni a quote elevate fino ai crateri sommitali, su sentieri sciarosi fino ai difficilmente accessibili crateri avventizi, in condizioni climatiche a volte estreme e spesso in presenza di gas sulfurei, fu probabilmente compromessa. Una condizione che ne minò il fisico per gli anni a venire e lo porterà infine a una morte certamente prematura.
A eruzione definitivamente conclusa, Orazio Silvestri si dedicò a una minuziosa rappresentazione grafica dei differenti segmenti delle fessure eruttive e dei percorsi delle colate laviche. Le sue accurate osservazioni furono successivamente riportate su una carta topografica che costituisce ancora oggi un prezioso documento di consultazione per gli studiosi moderni. Le zone di interesse furono infatti in seguito profondamente modificate da altre eruzioni, specialmente nel 1911 e nel 1923, tanto da aver spesso reso complessa la localizzazione dei pur enormi crateri Umberto e Margherita, anche sulle autorevoli carte dell'Istituto Geografico Militare.

### Gli ultimi anni di attività
Nel 1880 si presentò per il Silvestri l'opportunità di vedere finalmente realizzato il suo osservatorio vulcanologico, quando l'università di Catania lo autorizzò a utilizzare una parte dei locali dell'osservatorio Bellini per le sue ricerche. Nel 1885 fu poi nominato direttore del neonato Osservatorio Vulcanologico Reale dell'Etna.

#### L'eruzione del 1886

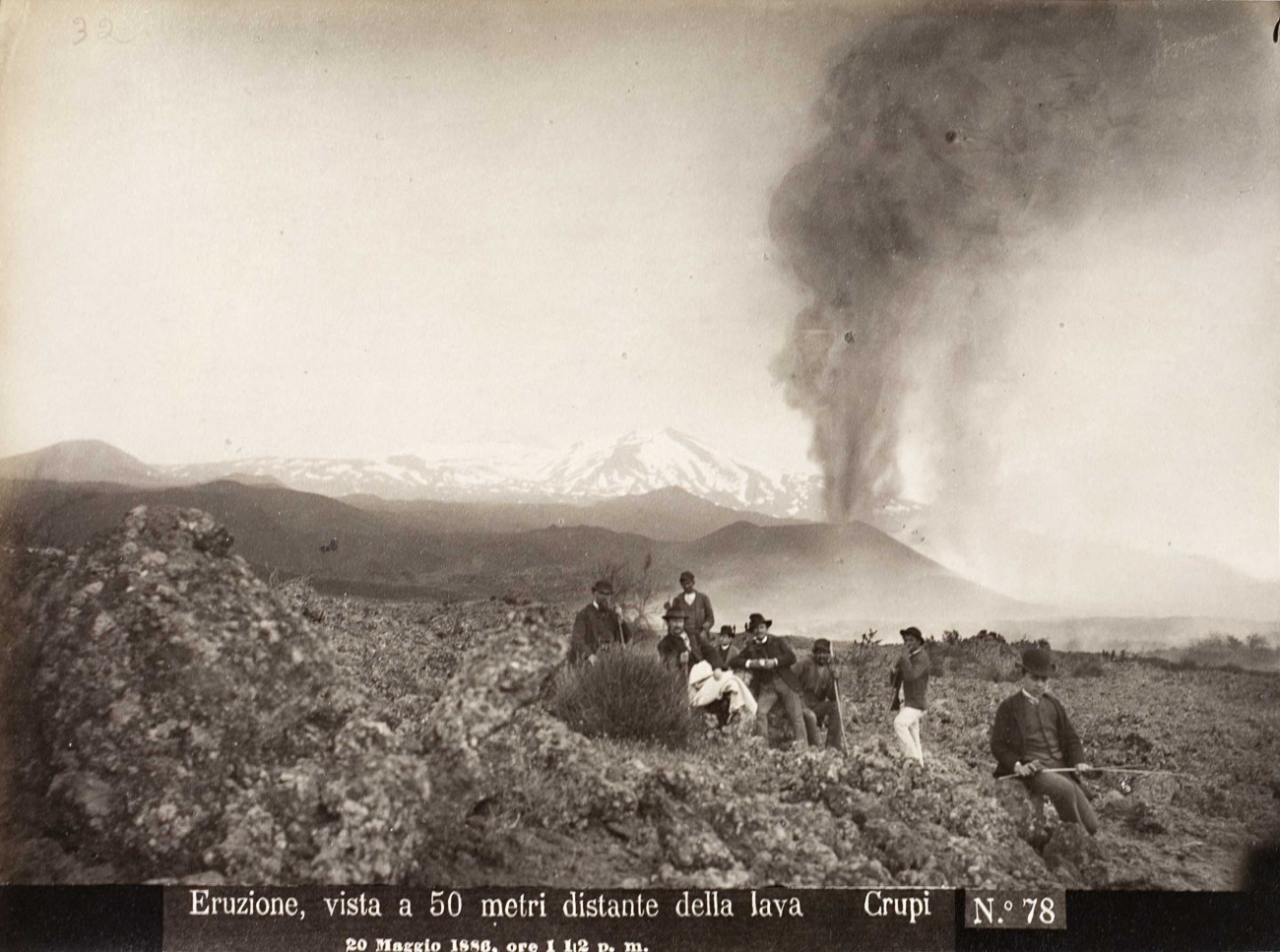
Eruzione del 1886. Foto del 20 maggio.

Il 19 maggio 1886 fu lo stesso Silvestri a comunicare a Roma lo scoppio di una nuova eruzione, nota in seguito come eruzione di Nicolosi, originatasi da una fenditura apertasi già nel 1883. Nonostante la sua salute continuasse a peggiorare, principalmente a causa di una persistente oftalmia resistente a qualunque tentativo di cura, egli si recò ugualmente sui luoghi dell'eruzione che il 30 maggio, avanzando verso i Monti Rossi su un fronte largo 80 m, già minacciava da vicino il paese di Nicolosi, provvedendo a stilare un rapporto analitico da inviare al Ministero dell'Agricoltura Industria e Commercio. Si impegnò anche sul campo, collaborando attivamente con Ministero dell'Interno e con il prefetto da questo incaricato per gestire l'emergenza che culminò con lo sgombero del villaggio etneo. Questo fu fortunatamente risparmiato poiché il fenomeno il 3 giugno si ridimensionò notevolmente e il 7 giugno poteva dirsi estinto, non prima di aver creato sul versante meridionale il cono noto poi come Monte Gemmellaro.
A gennaio del 1887 il Silvestri provvide a relazionare dettagliatamente il Ministero dell'Agricoltura sull'eruzione della primavera dell'anno precedente.  Questa aveva assunto una grande importanza sia da punto di vista storico che da quello scientifico. Dal punto di vista storico sarebbe stata una delle prime a quote basse a essere studiata con rigore scientifico, dopo aver distrutto boschi, frutteti, vigneti, coltivazioni, fabbricati rurali e aver minacciato seriamente le popolazioni locali. Si può dire che anche grazie al puntuale monitoraggio di uno scienziato come Orazio Silvestri, queste popolazioni ottennero quella visibilità presso l'opinione pubblica che poi avrebbe assicurato loro dalle istituzioni nazionali, private e religiose quei sussidi che avrebbero alleviato in parte le loro sofferenze. Dal punto di vista strettamente scientifico il rilievo sarebbe stato ancora maggiore, specialmente perché il vulcanologo fiorentino l'aveva prevista proprio in quel sito fin dal 1883, valutandone correttamente la debolezza della crosta.
Purtroppo l'eruzione del 1886 sarebbe stata l'ultimo avvenimento vulcanico di rilievo che avrebbe visto il Silvestri protagonista sul campo: lo scienziato avrebbe da quel momento lasciati incompiuti parecchi lavori a causa della grave oftalmia che lo stava progressivamente privando sia della possibilità di lavorare all'esterno sia di quella all'interno, da dedicare alla sistemazione e allo studio della grande mole di dati raccolti da lui stesso e dai suoi allievi. Questo avrebbe aggiunto alla grave sofferenza fisica anche quella psicologica, portando Orazio Silvestri inesorabilmente alla morte avvenuta nell'agosto del 1890.

## Riconoscimenti
Poco prima di scomparire anch'egli prematuramente, il noto mineralogista e petrografo tedesco Arnold von Lasaulx, col quale aveva collaborato, lo definì come « Il più grande conoscitore del gigantesco vulcano, della potenza delle sue manifestazioni e della sua forza ».
Orazio Silvestri fu anche segretario dell'Accademia Gioenia catanese, membro della Società Meteorologica Italiana e presidente della Società italiana dei Microscopisti oltre che del Regio comitato geologico d'Italia.
In un momento storico, quale quello della metà dell'Ottocento, in cui la produzione scientifica italiana segnava il passo per carenza di validi studiosi, i numerosi lavori del Silvestri trovarono risalto nelle più prestigiose pubblicazioni scientifiche nazionali e internazionali. Dopo la sua morte, lasciò in eredità studi e opere di grande valore per la comprensione dell'evoluzione dell'Etna a cui aveva dedicato gran parte della sua vita.
Il 7 agosto 1892, i due crateri che costituiscono l'apparato eruttivo principale (Superiore ed Inferiore) dell'eruzione dell'Etna dello stesso anno, furono intitolati dall'assemblea dei soci del Club Alpino Italiano di Catania all'ormai noto vulcanologo, morto solo due anni prima, e che del CAI era stato anche presidente.

## Opere
- I fenomeni vulcanici presentati dall'Etna nel 1863-64-65-66, considerati in rapporto alla grande eruzione del 1865, Atti Accademia Gioenia, Catania, 1867
- Notizie sulla eruzione dell'Etna del 29 agosto 1874, Bollettino regio Comitato Geologico Italiano, anno V, 1874
- Sulla doppia eruzione scoppiata il 26 maggio 1879, Tipografia Galatola, Catania, 1879
- Sulla esplosione etnea del 22 marzo 1883 in relazione ai fenomeni vulcanici presentati dall'Etna durante il quadriennio compreso dal gennaio 1880 al dicembre 1883, Atti Accademia Gioenia, Catania, 1883